# Copidosoma nijasovi
Copidosoma nijasovi är en stekelart som beskrevs av Svetlana N. Myartseva 1981. Copidosoma nijasovi ingår i släktet Copidosoma och familjen sköldlussteklar.
Artens utbredningsområde är:
- Turkmenistan.
- Uzbekistan.

Inga underarter finns listade i Catalogue of Life.